# Hollie Doyle
Hollie Doyle, född 11 oktober 1996, är en brittisk jockey. 2019 satte hon rekord för kvinnliga jockeys i antal segrar under en säsong i Storbritannien. Hon blev trea i BBC Sports Personality of the Year Award 2020 och utsågs också till årets kvinnliga idrottare av The Sunday Times.

## Karriär
Doyle började att arbeta som lärling hos Richard Hannon i Wiltshire 2014. Hon tog sin första seger i ett listat löp tillsammans med Billesdon Bess i Upavon Fillies' Stakes i augusti 2017 på Salisbury, medan hon fortfarande var lärling. I juni 2018 föll Doyle av sin uppsittning på Haydock och fick skador på ansiktet, samt slog ut flera tänder. Hon gjorde comeback endast 10 dagar senare.
År 2019 satte Doyle ett nytt rekord för antal segrar under en brittisk säsong av en kvinnlig jockey med 116 segrar, och passerade det tidigare rekordet på 106 vinnare som Josephine Gordon satte 2017. Doyles första vinst på Royal Ascot kom i juni 2020 när hon red Scarlet Dragon till seger i Duke of Edinburgh Stakes.

### Utmärkelser
År 2019 tilldelades Doyle en Lester Award för årets kvinnliga jockey. I december 2020 utsågs hon till årets kvinnliga idrottare av The Sunday Times. Senare samma månad kom hon på tredje plats i omröstningen av BBC Sports Personality of the Year Award, och belönades med tre Lesters inklusive årets jockey.

## Privatliv
Doyle är partner med jockeyn Tom Marquand. Paret träffades tidigt, och de var en tid lärlingar tillsammans på Richard Hannons gård.

## Större segrar i urval
| År   | Löp                             | Häst       | Tränare       | Grupp   |
| ---- | ------------------------------- | ---------- | ------------- | ------- |
| 2020 | British Champions Sprint Stakes | Glen Shiel | Archie Watson | Grupp 1 |
| 2021 | Goodwood Cup                    | Trueshan   | Alan King     | Grupp 1 |